# 功力靖雄
功力 靖雄（くぬぎ やすお、1936年 10月21日- ）は、日本の野球指導者。東京都出身。東京都立駒場高等学校、東京教育大学卒業。
元筑波大学硬式野球部監督。22年間、43シーズン指揮をとり、チームを首都大学野球連盟で3度の優勝に導く。1987年には第18回明治神宮野球大会にて優勝し、国立大学初の日本一を達成。教え子の中からは多くの指導者も誕生し、全国で活躍。大学の地元茨城県では、秋に筑波大学野球部出身者が野球部監督・部長を務める高校が参加する功力杯という大会が行われ、功力の功績を讃えている。筑波大学名誉教授。

## 経歴
- 1960年 東京教育大学（現筑波大学）体育学部体育学科卒業

- 1960年 工学院大学一般体育助手
- 1965年 東京教育大学教育学部付属盲学校教諭
- 1966年 東京教育大学講師（体育学部併任・1974年3月まで）
- 1969年 東京教育大学講師（教育学部付属理療科教員養成施設併任・1971年3月まで）
- 1972年 東京教育大学講師（教育学部特殊教育学科併任・1974年3月まで）
- 1974年 筑波大学体育科学系（体育センター）講師
- 1976年 筑波大学体育科学系（体育センター）助教授
- 1988年 筑波大学体育科学系（体育センター）教授
- 2000年 筑波大学名誉教授

## 著書
- 『明治野球史』（逍遥書院：300頁、1969年）
- 『野球・守備のマニアル』（成美堂出版：319頁、1972年）
- 『図解　野球・ソフトボールの教室』（北隆館：230頁、1973年）
- 『アマチュア野球教本〔Ⅰ〕練習のマニュアル』（ベースボール・マガジン社：270頁、1991年）
- 『アマチュア野球教本〔Ⅱ〕防御のマニュアル』（ベースボール・マガジン社：265頁、1997年）
- 『アマチュア野球教本〔Ⅲ〕攻撃のマニュアル』（ベースボール・マガジン社：286頁、1999年）
- 『なせばなる　――筑波大学硬式野球部25周年記念誌――　』（筑波大学硬式野球部ＯＢ会・筑波大学硬式野球部：388頁、2000年）
- 『アマチュア野球教本〔Ⅳ〕試合のマニュアル』（ベースボール・マガジン社：331頁、2002年）
- 『21世紀の後輩たちへ　――筑波大学硬式野球部創部百十周年記念誌――　』（筑波大学硬式野球部ＯＢ会：458頁、2005年）
- 『失敗から学ぶ【野球】実戦上達法』（ベースボール・マガジン社：286頁、2008年）
- 『功力靖雄筑波大学名誉教授　野球関連主要研究論文集』（朝日印刷：527頁、2009年）
- 『写真等からみた功力靖雄の生涯と教育・研究』（朝日印刷：94頁、2012年）
- 『功力靖雄筑波大学名誉教授　体育・スポーツ系研究論文集他(続報)』（〔上・下巻〕朝日印刷：748頁、2017年）

### 「研究論文」(定年退職後に刊行したもの)
- 「トップクラスにある大学野球選手の意識に関する一考察　～国立大と私立大を比較して～」（共著〔筆頭〕：『ベースボール・クリニック』第12巻11号、ベースボール・マガジン社発行、Ｂ５判・27～29頁、2001年)
- 「学童野球監督の指導理念等に関する一考察」(共著〔筆頭〕：『ベースボール・クリニック』第13巻９号、ベースボール・マガジン社発行、Ｂ５判・26～29頁、2002年)
- 「野球選手の育成上“最も重要で大切な時期”に関する一考察」(共著〔筆頭〕：『ベースボール・クリニック』第15巻６号、ベースボール・マガジン社発行、Ａ４判・26～28頁、2004年)
- 「高校野球の甲子園大会出場監督に関する一考察　～過去20か年よりみた動向を中心にして～」(単著：『ベースボーロジー』第６号、野球文化学会発行、Ｂ５判・134～158頁、2005年)
- 「女子野球選手の運動生活に関する一考察　～第10回全日本女子軟式野球選手権大会の出場選手を対象にして～」(単著：『日本野球文化研究』第5号、日本野球文化研究所発行、Ｂ５判・76～88頁、2005年)
- 「“大学日本一”から大学野球部の盛衰を検証する」(単著：『日本野球文化研究』第６号、日本野球文化研究所発行、Ｂ５判・96～115頁、2006年)
- 「野球部監督の指導理念等に関する一考察　～大学と社会人野球の比較から～」(単著：『ベースボーロジー』第７号、野球文化学会発行、Ｂ５判・106～135頁、2006年)
- 「大学野球部監督の業績評価に関する研究　～全国大会からみた活躍度を中心にして～」(単著：『ベースボーロジー』第８号、野球文化学会発行、Ｂ５判・124～153頁、2007年)
- 「我が国における高校野球界の盛衰を検証する　～一世紀に近い歴史の“甲子園大会”を中心にして～」(単著：『ベースボーロジー』第10号、野球文化学会発行、Ｂ５判・286～336頁、2009年)
- 「日本のプロ野球監督に関する研究　～半世紀を超えた日本シリーズ開催以降の六十か年を中心にして～」(単著：『ベースボーロジー』第11号、野球文化学会発行、Ｂ５判・136～171頁、2010年)
- 「日本プロ野球界における歴代監督の評価に関して検証する　～日本シリーズの“覇権争い”を中心にして～」(単著：『日本野球文化研究』第７・特別号、日本野球文化研究所発行、Ｂ５判・１～92頁、2013年)
- 「日本シリーズ出場監督の著作書籍に関して検証する　～とくに全43名の総計263冊を中心にして～」(単著：朝日印刷発行、Ａ４判・１～160頁、2014年)
- 「日本シリーズ未出場監督の著作書籍に関して検証する　～とくに全44名の総計121冊を中心にして～」(単著：朝日印刷発行、Ａ４判・１～128頁、2015年)
- 「全37名の日本プロ野球監督による著作書籍を検証する　～1936年春より1949年秋までの１リーグ時代を中心にして～」(単著：朝日印刷発行、Ａ４判・１～88頁、2016年)
- 「日本シリーズ出場監督を多角的に分析・検証する　～48名の総計405試合を中心にして～」(単著：『ベースボーロジー』第13号、野球文化学会発行、旧菊判変形・66～101頁、2019年)